# Tadeusz Bobrowski (1829–1894)
Tadeusz Wilhelm Jerzy Bobrowski herbu Jastrzębiec (ur. 19 marca 1829 w Terechowie, w powiecie berdyczowskim guberni kijowskiej; zm. 29 stycznia 1894 w Kaźmierówce w powiecie lipowieckim) – polski właściciel ziemski z Ukrainy, wuj i wychowawca Josepha Conrada, wychowawca dyplomaty Jana Perłowskiego. Autor pamiętnika będącego źródłem do dziejów szlachty polskiej Podola, Wołynia i Ukrainy, szczególnie dla okresu pomiędzy powstaniami listopadowym i styczniowym.

## Młodość
Urodził się w rodzinie Józefa (1790-1850) i Teofili z Pilchowskich. Miał sześcioro rodzeństwa, czterech braci i dwie siostry. Jego młodszy brat, Stefan, był członkiem Komitetu Centralnego Narodowego i Tymczasowego Rządu Narodowego, przewodniczącym Komisji Wykonawczej Rządu Narodowego w powstaniu styczniowym, faktycznym przywódcą powstania do końca marca 1863 r.
Dzieciństwo spędził w domu rodziców w Markuszach. Po kilku latach edukacji domowej następnie uczęszczał do szkół w Żytomierzu i w Kijowie. W 1844 r. podjął studia na wydziale prawa Uniwersytetu Kijowskiego św. Włodzimierza. Dwa lata później przeniósł się do Petersburga, gdzie w 1850 r. uzyskał magisterium z prawa międzynarodowego. Odmówił posady w Uniwersytecie Kazańskim, mając plany poświęcenia się karierze administratora. W tym samym roku śmierć ojca zmusiła go do powrotu do majątku rodzinnego w Oratowie w celu opieki nad matką i rodzeństwem.

## Życie prywatne
W 1857 r. ożenił się z bogatą szlachcianką, Józefą Lubowidzką, która zmarła już 10 miesięcy po ślubie w trakcie połogu, osierocając córkę Józefinę. Córka zmarła w wieku 12 lat. Po jej śmierci osiadł w niewielkim majątku Kazimierówka.

## Działalność polityczna
Jako przeciwnik powstań nie zdobył popularności pośród rodaków. Pomimo tego był szanowany ze względu na swoje wykształcenie oraz intelekt. Należał do grupy ziemian optującej za oczynszowaniem chłopów pańszczyźnianych.

## Opiekun Conrada
Wcześnie pozbawiony własnej rodziny Bobrowski bardzo zaangażował się w opiekę nad swoim siostrzeńcem, Józefem Korzeniowskim – synem swej siostry, Eweliny z Bobrowskich Korzeniowskiej i Apollona Korzeniowskiego. W latach 1866–67 Józef, po śmierci matki, a podczas pobytu ojca na zesłaniu w Wołogdzie, był pod opieką wuja Tadeusza. Po śmierci Apollona Korzeniowskiego w 1869 r. Tadeusz został prawnym opiekunem Józefa. Początkowo był niechętny pomysłowi służby morskiej siostrzeńca.
Od emigracji Józefa widział się z nim wprawdzie tylko cztery razy, ale prowadzili obszerną korespondencję, a Józef otrzymywał od wuja także pomoc materialną. Obie jego książki autobiograficzne zawierają ciepłe wspomnienia o Bobrowskim, który był podstawowym kontaktem Conrada w Ojczyźnie oraz ważnym dla niego autorytetem.

## Pamiętniki
6 lat po śmierci Bobrowskiego, w 1900 r. nakładem własnym  we Lwowie ukazały się 2 tomy Pamiętnika mojego życia z przedmową Włodzimierza Spasowicza. Jak pisze we wstępie z 1979 r. Stefan Kieniewicz znaczną część dzienników stanowi „drobiazgowy opis działalności komitetów włościańskich powołanych do życia w trzech południowo-zachodnich guberniach Cesarstwa do przygotowania reformy stosunków poddańczych”. Część końcowa zapisków zawiera także uwagi na temat powstania styczniowego, do którego autor miał stosunek negatywny.
Jednak największe zainteresowanie współczesnych zwróciły liczne wątki obyczajowe. W większości pierwszego tomu oraz części drugiego autor zawarł charakterystykę osób, z którymi się spotykał w trakcie swego życia – przeważnie ziemian ówczesnych guberni wołyńskiej i kijowskiej. Opinie te były zwykle „dosadne” i „nie zawsze pochlebne”, a autor często o ludziach pisał to, o czym „się mówiło szeptem wśród przyjaciół, ale nie uchodziło głosić publicznie”. Często były to posądzenia o „niemoralne lub nieuczciwe prowadzenie się”. Nic dziwnego, że po ukazaniu się Pamiętnik wywołał „namiętne oburzenie i liczne protesty po pismach warszawskich i galicyjskich”, doszło nawet do kilku pojedynków. Nakład rozszedł się błyskawicznie, bo „jedni czytelnicy rzucali się do księgarni w pogoni za niecodzienną sensacją, inni – bezpośrednio zainteresowani – wykupywali i niszczyli nakład”. Krytyczne recenzje wspomnień napisali m.in.: Franciszek Rawita-Gawroński, Walery Przyborowski, Józef Karwicki i Eustachy Iwanowski. Z czasem emocje opadły, a recenzenci po latach przyznawali, że Bobrowski w wielu miejscach miał rację, zarzucając mu tylko niedyskrecję i złośliwość.

## Opinie współczesnych
Włodzimierz Spasowicz we wstępie do pośmiertnego wydania jego pamiętników w roku 1900 napisał:

…Każda podupadła narodowość, ale jeszcze nie zamarła, nie przestaje żyć póki jest w niej chociażby szczupła mniejszość ludzi trzeźwo i rozumnie zapatrujących się na przyszłość i stawiących wytrwały opór przeciwko nierozważnym masowym uniesieniom i ruchom. -Mądre po szkodzie i rozważne przykładem następne pokolenia, mogą choć późno dobrych rad posłuchać i dokonane zło o ile możności naprawić. Sądzę, że pod wielu względami i wielu rzeczach Tadeusz Bobrowski pozostanie dla przyszłych naszych pokoleń takim właśnie dobrym doradcą.